# Longré
Longré és un municipi francès situat al departament del Charente i a la regió de la Nova Aquitània. L'any 2007 tenia 219 habitants.

## Demografia

### Població
El 2007 la població de fet de Longré era de 219 persones. Hi havia 92 famílies de les quals 28 eren unipersonals (12 homes vivint sols i 16 dones vivint soles), 36 parelles sense fills, 20 parelles amb fills i 8 famílies monoparentals amb fills.
La població ha evolucionat segons el següent gràfic:
Habitants censats

### Habitatges
El 2007 hi havia 142 habitatges, 98 eren l'habitatge principal de la família, 27 eren segones residències i 17 estaven desocupats. 140 eren cases i 1 era un apartament. Dels 98 habitatges principals, 85 estaven ocupats pels seus propietaris, 11 estaven llogats i ocupats pels llogaters i 2 estaven cedits a títol gratuït; 1 tenia una cambra, 3 en tenien dues, 10 en tenien tres, 27 en tenien quatre i 57 en tenien cinc o més. 70 habitatges disposaven pel capbaix d'una plaça de pàrquing. A 51 habitatges hi havia un automòbil i a 40 n'hi havia dos o més.

### Piràmide de població
La piràmide de població per edats i sexe el 2009 era:
| Homes | Edats   | Dones |
| ----- | ------- | ----- |
| 0     | 95 o +  | 0     |
| 4     | 90 a 94 | 8     |
| 0     | 85 a 89 | 4     |
| 0     | 80 a 84 | 4     |
| 4     | 75 a 79 | 4     |
| 16    | 70 a 74 | 12    |
| 8     | 65 a 69 | 16    |
| 16    | 60 a 64 | 4     |
| 4     | 55 a 59 | 16    |
| 4     | 50 a 54 | 4     |
| 12    | 45 a 49 | 4     |
| 4     | 40 a 44 | 0     |
| 4     | 35 a 39 | 12    |
| 4     | 30 a 34 | 4     |
| 12    | 25 a 29 | 4     |
| 4     | 20 a 24 | 0     |
| 0     | 15 a 19 | 0     |
| 8     | 10 a 14 | 4     |
| 4     | 5 a 9   | 4     |
| 4     | 0 a 4   | 4     |

## Economia
El 2007 la població en edat de treballar era de 127 persones, 76 eren actives i 51 eren inactives. De les 76 persones actives 67 estaven ocupades (36 homes i 31 dones) i 9 estaven aturades (4 homes i 5 dones). De les 51 persones inactives 26 estaven jubilades, 2 estaven estudiant i 23 estaven classificades com a «altres inactius».

### Ingressos
El 2009 a Longré hi havia 100 unitats fiscals que integraven 208 persones, la mediana anual d'ingressos fiscals per persona era de 15.043 €.

### Activitats econòmiques
Dels 10 establiments que hi havia el 2007, 4 eren d'empreses de construcció, 1 d'una empresa de comerç i reparació d'automòbils, 3 d'empreses d'hostatgeria i restauració, 1 d'una empresa de serveis i 1 d'una empresa classificada com a «altres activitats de serveis».
Dels 2 establiments de servei als particulars que hi havia el 2009, 1 era un paleta i 1 guixaire pintor.
L'any 2000 a Longré hi havia 28 explotacions agrícoles que ocupaven un total de 1.056 hectàrees.

## Poblacions més properes
El següent diagrama mostra les poblacions més properes.